# 밀드레드 네트윅
밀드레드 네트윅(Mildred Natwick, 1905년 6월 19일 ~ 1994년 10월 25일)은 미국의 배우이다.

## 참여 작품
- 머나먼 항해
- 쓰리 가드파더
- 황색 리본을 한 여자
- 말 없는 사나이
- 해리의 소동
- 코트 제스터
- 맨발 공원
- 하와이 파이브-O
- 매그넘 P.I.
- 제시카의 추리극장
- 위험한 관계 (1988년 영화)